# Dirac-operator
In de wiskunde en kwantummechanica is een dirac-operator een differentiaaloperator die een formele wortel van een tweede-orde-operator, zoals een laplaciaan, is. Men noemt dit ook wel een half-iteratieve wortel. Het oorspronkelijke geval, op basis waarvan Paul Dirac, wat nu de dirac-operator wordt genoemd, ontwikkelde, was het formeel factoriseren van een operator voor de minkowski-ruimte, om zo een vorm van de kwantumtheorie te verkrijgen, die verenigbaar was met de speciale relativiteitstheorie; om de relevante laplaciaan als een product van eerste-orde-operatoren te verkrijgen, introduceerde hij spinoren.
Laat in het algemeen {\displaystyle D} een eerste-orde-differentiaaloperator te zijn die werkt op een vectorbundel {\displaystyle V} over een riemann-variëteit {\displaystyle M}.
Als 
{\displaystyle D^{2}=\Delta ,\,}
waar {\displaystyle \Delta } de laplaciaan van {\displaystyle V} is, wordt {\displaystyle D} een dirac-operator genoemd.
In de deeltjesfysica wordt deze eis vaak versoepeld: alleen het tweede-orde-deel van {\displaystyle D^{2}} moet gelijk zijn aan de laplaciaan.